# 亮密光鰓魚
亮密光鰓魚（學名：Pycnochromis leucurus），又名亮光鰓雀鯛、厚殼仔，為輻鰭魚綱雀鯛科光鰓魚屬下的一種，分布於印度西太平洋區，包括夏威夷群島、馬克薩斯群島、琉球群島、模里西斯與留尼旺島等海域，深度20至119公尺，本魚體呈卵圓形且側扁，整體的色彩是深藍色, 在胸鰭基底上具有一個黑色的斑點，尾鰭白色，背鰭與臀鰭的後緣、尾柄黑色、腹鰭大部份黃色，背鰭硬棘12枚、背鰭軟條14枚、臀鰭硬棘2枚、臀鰭軟條13-15枚，體長可達8.5公分，棲息在礁石平台上，成群活動，繁殖期時，成對出現，具有領域性，雄魚會守護魚卵直到卵孵化為止，可做為觀賞魚。